# Giuseppe Abruzzese
Giuseppe Abruzzese (Andria, 17 maggio 1981) è un ex calciatore italiano, di ruolo difensore.

## Caratteristiche tecniche
Difensore centrale o all’occorrenza terzino sinistro, era forte fisicamente e abile nel gioco aereo.

## Carriera
Muove i suoi primi passi nel settore giovanile della Fidelis Andria, con cui esordisce in Serie B il 17 gennaio 1999, giocando da titolare la gara persa per 2-0 contro il Torino.
Dopo aver ottenuto soltanto in altra presenza nell'arco della stagione, in quella successiva passa in prestito al Atletico Tricase, in Serie C2.
Tornato alla base, gioca con gli andriesi per due stagioni, prima di essere acquistato a titolo definito dal Lecce l'11 luglio 2002. 
Con i salentini esordisce in Serie A - da titolare - il 31 agosto 2003 in occasione dell'ampia sconfitta per 4-1 contro la Lazio.
Il 29 dicembre 2005 viene trovato l'accordo per il suo passaggio in prestito all'Avellino, che viene reso ufficiale dal 2 gennaio 2006. Il 31 agosto 2006 viene ceduto in prestito alla Triestina.
Il 17 luglio 2007 si lega per mezzo di un contratto triennale al Grosseto, in Serie B.
Il 22 agosto 2009 passa a titolo definitivo al Crotone. Fuori dai progetti tecnici della società, nel 2011 viene messo fuori rosa. Il 28 settembre - a causa di diverse assenze in fase difensiva - viene reintegrato in squadra. Il 2 ottobre rinnova il suo contratto fino al 30 giugno 2015. Il 24 agosto 2013 - nella prima giornata del campionato di Serie B - è autore di un doppio autogol andato a vantaggio del Siena poi vincente per 5-2.
Il 10 gennaio 2014 passa a titolo definitivo al Lecce, in Lega Pro Prima Divisione, sottoscrivendo un contratto di due anni e mezzo, valido fino al 2016. Per lui si tratta di un ritorno nel Salento. Con l'arrivo di Antonino Asta sulla panchina dei salentini, viene messo ai margini della rosa. Viene reintegrato in rosa dal nuovo allenatore Piero Braglia, subentrato in stagione ad Asta.
Il 15 luglio 2016 passa a parametro zero alla Virtus Francavilla. Con la squadra francavillese totalizza 57 presenze, di cui 49 in Serie C, con 3 gol all'attivo, vestendo anche la fascia di capitano. Il 26 gennaio 2018, attraverso un comunicato apparso sul proprio sito internet, la Virtus Francavilla comunica di aver raggiunto la rescissione consensuale con il calciatore.
Il 2 febbraio si accorda per un semestrale con la squadra della sua città, la Fidelis Andria.
Nell'estate del 2018 sigla un accordo con l'Audace Cerignola, squadra militante in Serie D. Al termine della stagione 2018-2019 lascia l'attività agonistica.

## Statistiche

### Presenze e reti nei club
| Stagione                  | Squadra                   | Campionato                | Campionato | Campionato | Coppe nazionali | Coppe nazionali | Coppe nazionali | Coppe continentali | Coppe continentali | Coppe continentali | Altre coppe/competizioni | Altre coppe/competizioni | Altre coppe/competizioni | Totale | Totale |
| Stagione                  | Squadra                   | Comp                      | Pres       | Reti       | Comp            | Pres            | Reti            | Comp               | Pres               | Reti               | Comp                     | Pres                     | Reti                     | Pres   | Reti   |
| ------------------------- | ------------------------- | ------------------------- | ---------- | ---------- | --------------- | --------------- | --------------- | ------------------ | ------------------ | ------------------ | ------------------------ | ------------------------ | ------------------------ | ------ | ------ |
| 1998-1999                 | Fidelis Andria            | B                         | 2          | 0          | CI              | 0               | 0               | -                  | -                  | -                  | -                        | -                        | -                        | 2      | 0      |
| set.-ott. 1999            | Fidelis Andria            | C1                        | 0          | 0          | CI+CI-C         | 6+0             | 0               | -                  | -                  | -                  | -                        | -                        | -                        | 6      | 0      |
| ott. 1999-2000            | Tricase                   | C2                        | 20         | 1          | CI-C            | -               | -               | -                  | -                  | -                  | -                        | -                        | -                        | 20     | 1      |
| 2000-2001                 | Fidelis Andria            | C1                        | 17         | 0          | CI-C            | 3               | 0               | -                  | -                  | -                  | -                        | -                        | -                        | 20     | 0      |
| 2001-2002                 | Fidelis Andria            | C2                        | 24         | 1          | CI-C            | 3               | 0               | -                  | -                  | -                  | -                        | -                        | -                        | 27     | 1      |
| 2002-2003                 | Lecce                     | B                         | 26         | 1          | CI              | 3               | 0               | -                  | -                  | -                  | -                        | -                        | -                        | 29     | 1      |
| 2003-2004                 | Lecce                     | A                         | 26         | 1          | CI              | 1               | 0               | -                  | -                  | -                  | -                        | -                        | -                        | 27     | 1      |
| 2004-2005                 | Lecce                     | A                         | 7          | 0          | CI              | 4               | 0               | -                  | -                  | -                  |                          | -                        | -                        | 11     | 0      |
| 2005-gen. 2006            | Lecce                     | A                         | 5          | 0          | CI              | 0               | 0               | -                  | -                  | -                  | -                        | -                        | -                        | 5      | 0      |
| gen.-giu. 2006            | Avellino                  | B                         | 20+1       | 0          | CI              | -               | -               | -                  | -                  | -                  | -                        | -                        | -                        | 21     | 0      |
| 2006-2007                 | Triestina                 | B                         | 27         | 1          | CI              | 1               | 0               | -                  | -                  | -                  | -                        | -                        | -                        | 28     | 1      |
| 2007-2008                 | Grosseto                  | B                         | 36         | 0          | CI              | 1               | 0               | -                  | -                  | -                  | -                        | -                        | -                        | 37     | 0      |
| 2008-2009                 | Grosseto                  | B                         | 28+2       | 2+1        | CI              | 2               | 0               | -                  | -                  | -                  | -                        | -                        | -                        | 32     | 3      |
| Totale Grosseto           | Totale Grosseto           | Totale Grosseto           | 64+2       | 2+1        |                 | 3               | 0               |                    | -                  | -                  |                          | -                        | -                        | 69     | 3      |
| 2009-2010                 | Crotone                   | B                         | 36         | 2          | CI              | -               | -               | -                  | -                  | -                  | -                        | -                        | -                        | 36     | 2      |
| 2010-2011                 | Crotone                   | B                         | 37         | 1          | CI              | 1               | 0               | -                  | -                  | -                  | -                        | -                        | -                        | 38     | 1      |
| 2011-2012                 | Crotone                   | B                         | 28         | 1          | CI              | 1               | 0               | -                  | -                  | -                  | -                        | -                        | -                        | 29     | 1      |
| 2012-2013                 | Crotone                   | B                         | 39         | 1          | CI              | 1               | 0               | -                  | -                  | -                  | -                        | -                        | -                        | 40     | 1      |
| 2013-gen. 2014            | Crotone                   | B                         | 13         | 1          | CI              | 1               | 0               | -                  | -                  | -                  | -                        | -                        | -                        | 14     | 1      |
| Totale Crotone            | Totale Crotone            | Totale Crotone            | 153        | 6          |                 | 4               | 0               |                    | -                  | -                  |                          | -                        | -                        | 157    | 6      |
| gen.-giu. 2014            | Lecce                     | 1D                        | 11+5       | 1          | CI+CI-LP        | -               | -               | -                  | -                  | -                  | -                        | -                        | -                        | 16     | 1      |
| 2014-2015                 | Lecce                     | LP                        | 31         | 3          | CI+CI-LP        | 2+0             | 0               | -                  | -                  | -                  | -                        | -                        | -                        | 32     | 3      |
| 2015-2016                 | Lecce                     | LP                        | 23+3       | 0          | CI+CI-LP        | 2+3             | 0+1             | -                  | -                  | -                  | -                        | -                        | -                        | 31     | 1      |
| Totale Lecce              | Totale Lecce              | Totale Lecce              | 129+8      | 6          |                 | 15              | 1               |                    | -                  | -                  |                          | -                        | -                        | 152    | 7      |
| 2016-2017                 | Virtus Francavilla        | LP                        | 33+3       | 1          | CI-LP           | 3               | 0               | -                  | -                  | -                  | -                        | -                        | -                        | 39     | 1      |
| 2017-gen. 2018            | Virtus Francavilla        | C                         | 16         | 1          | CI+CI-C         | 1+1             | 1+0             | -                  | -                  | -                  | -                        | -                        | -                        | 18     | 2      |
| Totale Virtus Francavilla | Totale Virtus Francavilla | Totale Virtus Francavilla | 49+3       | 2          |                 | 5               | 1               |                    | -                  | -                  |                          | -                        | -                        | 57     | 3      |
| gen.-giu. 2018            | Fidelis Andria            | C                         | 11         | 0          | CI-C            | 0               | 0               | -                  | -                  | -                  | -                        | -                        | -                        | 11     | 0      |
| Totale Fidelis Andria     | Totale Fidelis Andria     | Totale Fidelis Andria     | 54         | 1          |                 | 12              | 0               |                    | -                  | -                  |                          | -                        | -                        | 66     | 1      |
| 2018-2019                 | Audace Cerignola          | D                         | 30+2       | 2          | CI-D            | 2               | 1               | -                  | -                  | -                  | -                        | -                        | -                        | 34     | 3      |
| Totale carriera           | Totale carriera           | Totale carriera           | 562        | 23         |                 | 42              | 3               |                    | -                  | -                  |                          | -                        | -                        | 604    | 26     |